# Manteca
Manteca város az USA Kalifornia államában, San Joaquin megyében. Lakosainak száma 83 498 fő (2020. április 1.).

## Népesség
A település népességének változása:

| 2010 | 67 096 |
| 2020 | 83 498 |